# Era de la Rebelión
La Era de la Rebelión es una franja temporal del universo ficticio de la Guerra de las Galaxias que comprende la historia de la Guerra Civil Galáctica, desde los días de la batalla de Yavin hasta la creación de la Nueva República un año después de la batalla de Endor (0 - 5 DBY).
Los datos cronológicos se encuentran dentro de los nexos o en el apartado Cronología de Star Wars.

## Literatura
- Imperio (cómics)
- Una nueva esperanza
- Rebellion
- Allegiance
- La caza de Vader
- El Ojo de la Mente
- El Imperio contraataca
- Sombras del Imperio
- Return of the Jedi

- Datos: Q5835194